# Konrad Taucher

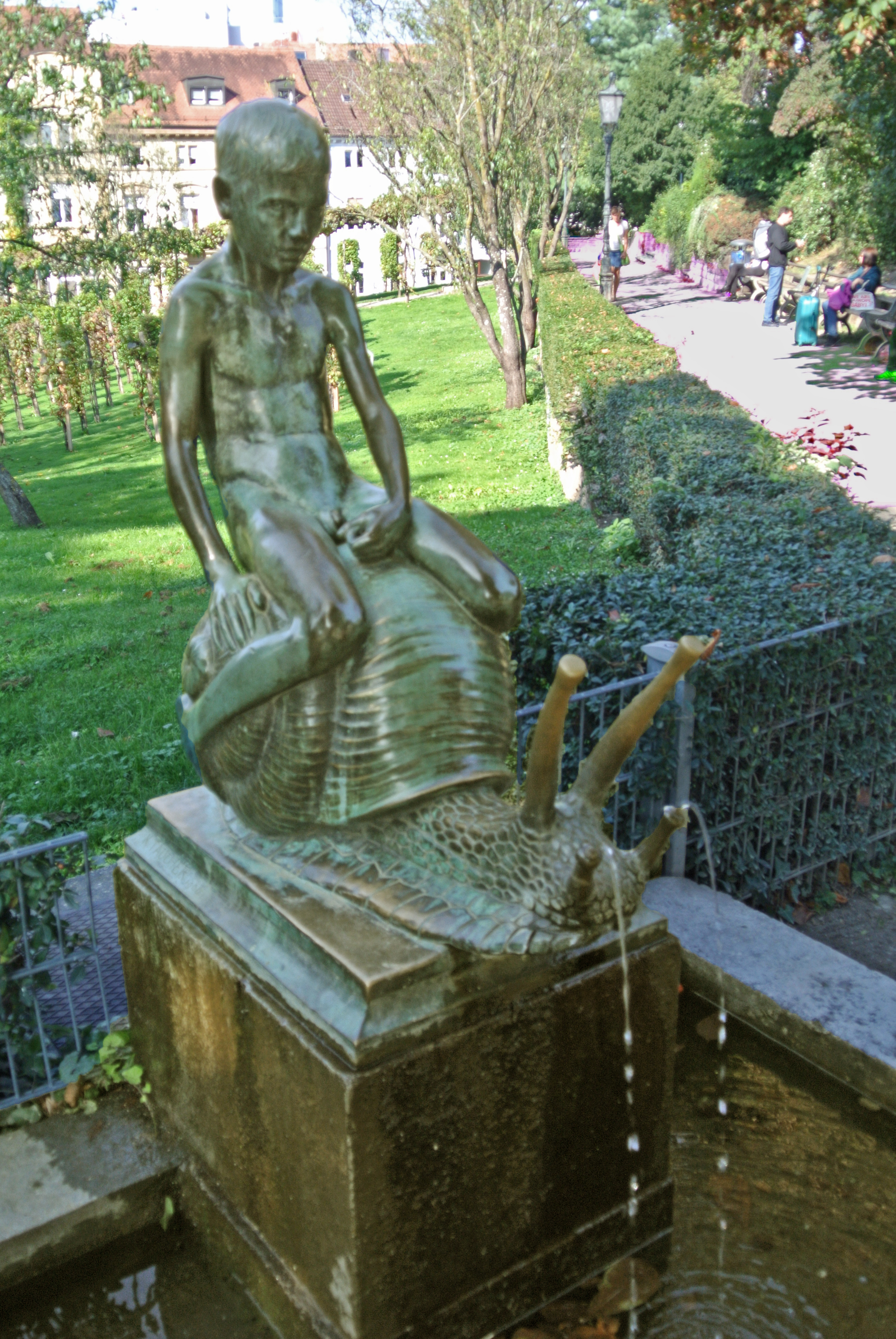
Schneckenreiterbrunnen in Freiburg

Konrad Johann Taucher (* 24. Oktober 1873 in Nürnberg; † 13. Januar 1950 in Karlsruhe) war ein deutscher Bildhauer.
Nach dem Besuch der Mittelschule in Nürnberg studierte er von 1890 bis 1892 an der Kunstgewerbeschule in Nürnberg bei Hans Rössner, es folgte von 1892 bis 1895 eine Ausbildung in der Erzgießerei von Paul Stotz in Stuttgart. Nach Ableistung des Militärdienstes arbeitete er 1898/99 im Atelier des Bildhauers Karl Scharrath in Stuttgart. Von 1902 bis 1905 absolvierte er ein Studium an der Karlsruher Kunstakademie, wo er Meisterschüler bei Hermann Volz war. Danach arbeitete er als freischaffender Bildhauer in Karlsruhe.
Er schuf u. a. Brunnen in Karlsruhe (den „wasserschöpfenden Knaben“ vor der Kleinen Kirche), Freiburg im Breisgau (Schneckenreiterbrunnen im Colombipark, 1906) und Achern und das Standbild der Großherzogin Stephanie, das als Kopie am Stephanienufer in Mannheim steht.